# Kosonsoy
Kosonsoy (in russo Касансай) è il capoluogo del distretto di Kosonsoy nella regione di Namangan, in Uzbekistan. Ha una popolazione (calcolata per il 2010) di 46.452 abitanti. La città si trova circa 30 km a nord di Namangan. 
Kosonsoy deriva il suo nome dal fiume Koson e soy in tagiko significa "piccolo fiume". Il Koson proviene dai monti del Kirghizistan, attraversa la città e si dirige verso il distretto di Turakurgan.
La città è un antico insediamento che risale all'impero Kusana. Nella parte nord della città si trova una fortezza kusanide.